# 呂紹嘉
呂 紹嘉（リュウ・シャオチャ、Lu, Shao-chia、1960年 - ）は、台湾新竹県生まれ、ドイツのハノーファー在住の指揮者。

## 略歴
呂紹嘉は幼少時よりピアノを習う一方、台北市立交響楽団の指揮者、陳秋盛のもとで指揮の研鑽を積んだ。その後、アメリカのインディアナ大学でピアノを、ウィーン国立音楽大学で指揮法を学んだ。1988年にはキジアーナ音楽院にてゲンナジー・ロジェストヴェンスキーの指導を受け、最優秀ディプロマ（Diploma di merito）を授与された。
1988年、ブザンソン国際指揮者コンクール優勝。
1991年、アントニオ・ペドロッティ国際指揮者コンクール優勝。
1994年、キリル・コンドラシン国際指揮者コンクール優勝。
1995年、ベルリン・コーミッシェ・オーパーの第1カペルマイスターに就任しオペラ指揮者としてデビュー。
1998-2004年、ライン州立フィルハーモニー管弦楽団、およびその本拠地であるコブレンツ歌劇場の音楽総監督。
2001-2006年、ハノーファー国立歌劇場管弦楽団音楽総監督。
2004年、ドイツライン州文化部より最高栄誉であるペーター・コルネリウス勲章を授与。
2010年、台湾フィルハーモニックの音楽監督に就任。
2012年秋には台湾フィルハーモニックを率いて東京で、2012年12月には新日本フィルと東京で共演した。
2013年夏には東京都交響楽団に客演。
2014年春にはNHK交響楽団に客演。
2014年より 南デンマークフィルハーモニック音楽総監督に就任。
2019年春には台湾フィルハーモニックを率いて東京、金沢「いしかわ・金沢 風と緑の楽都音楽祭」、大阪で公演。